# Pieman River

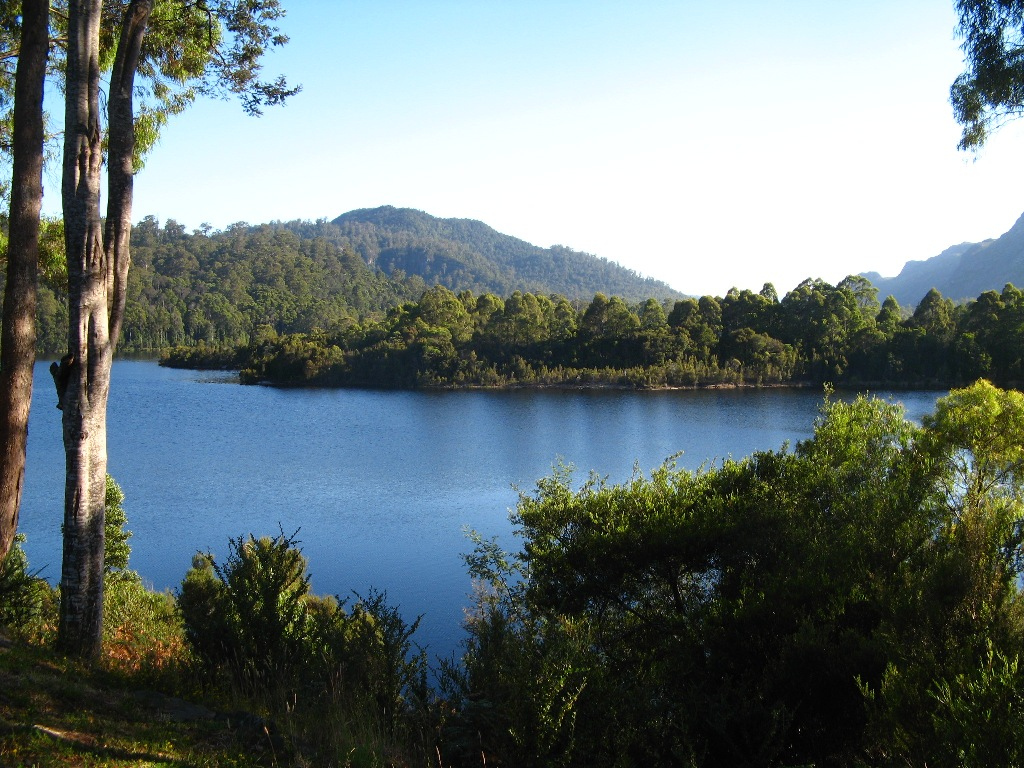
Lake Rosebery von Tullah aus. Hier entsteht der Pieman River.

Der Pieman River ist ein Fluss im Nordwesten des australischen Bundesstaates Tasmanien.

## Geografie

### Flusslauf
Der fast einhundert Kilometer lange Pieman River entsteht im Lake Rosebery aus dem Mackintosh River und dem Murchison River, sowie dem Farm Creek und dem Boco Creek. Von dort fließt er nach Süden und bildet westlich von Rosebery den Lake Pieman. Dieser erstreckt sich entlang des gesamten Mittellaufs nach Westen und Nordwesten. Unterhalb der Staumauer tritt der Fluss in das staatliche Schutzgebiet Pieman River State Reserve ein und setzt seinen Lauf nach Nordwesten bis zur Einmündung des Donaldson River, rund sechs Kilometer nordwestlich der Siedlung Corinna fort. Dort biegt er nach Südwesten ab und mündet bei Pieman Head in den Südlichen Ozean.

### Nebenflüsse mit Mündungshöhen
Er hat folgende Nebenflüsse:
- Mackintosh River – 190 m
- Murchison River – 190 m
- Farm Creek – 190 m
- Boco Creek – 190 m
- Marionoak River – 142 m
- Stitt River – 102 m
- Ring River – 102 m
- Huskisson River – 102 m
- Wilson River – 102 m
- Stanley River – 102 m
- Piney Creek – 102 m
- Heemskirk River – 102 m
- Northridge Creek – 102 m
- Healy Creek – 102 m
- Stringer Creek – 18 m
- Owen Meredith River – 14 m
- Paradise River – 14 m
- Whyte River – 13 m
- Delville Creek – 13 m
- Savage River – 13 m
- Donaldson River – 10 m

### Durchflossene Stauseen
Er durchfließt folgende Seen:
- Lake Rosebery – 190 m
- Lake Pieman – 102 m

## Namensherkunft
Das einst weit verbreitete Gerücht, dass der Fluss nach einem Häftling namens Alexander Pearce, genannt „The Pieman“, der für einen der wenigen Fälle von Kannibalismus in Australien verantwortlich war, benannt worden wäre, ist falsch. Tatsächlich war „The Pieman“ der Konditor Thomas Kent aus Southampton, der 1816 nach Van-Diemens-Land gebracht wurde. Nach einer langen Reihe von Straftaten in der Kolonie wurde er 1822 auf die Strafkolonie Macquarie Harbour verbracht, von wo er dann flüchtete und in der Nähe der Mündung des Flusses, der seitdem seinen Spitznamen trug, wieder eingefangen wurde.

## Staudammbau
Der Pieman River wurde 1986 durch den Reece-Staudamm aufgestaut, wodurch der Lake Pieman entstand.
Der Errichtung des Staudamms ging, ähnlich wie beim Lake Pedder, ein harter Kampf zwischen Umweltschutzgruppen und Hydro Tasmania voraus. Von diesem Kampf nahm man allerdings im Rest Australiens relativ wenig Notiz – viel mehr diskutierte man über den geplanten Franklin-Staudamm, ein wesentlich interessanteres Thema in Australien als die Regulierung des Pieman River oder des King River.
1971 wurde der Nutzung des Pieman River und seiner Nebenflüsse zur Stromerzeugung von der tasmanischen Regierung genehmigt und 1987 waren die Anlagen fertiggestellt. Das Projekt umfasste drei Kraftwerke und fünf Staumauern am Pieman River und seinen Nebenflüssen Mackintosh River und Murchison River.
Neben dem Upper Gordon Scheme (Lake Pedder) ist es bis heute das erfolgreichste Staudammprojekt von Hydro Tasmania an der Westküste und wurde in der Zeit des Streites um den Franklin-Staudamm fertiggestellt. Es kann als das letzte größere Staudammprojekt der Firma in ihrer Zeit als Staudammbauer angesehen werden. Die späteren Projekte am King River und am Henty River benötigten zwar besondere Konstruktionsanstrengungen, von Hydro Tasmania, waren aber deutlich kleiner und dauerten nicht so lange.

### Eisenbahn
Der Bau der Staudämme bedingte auch die Verlegung der Emu Bay Railway. In den Stauseen verschwanden etliche historische Eisenbahnanlagen am Flussufer, insbesondere die Wee Georgie Wood Railway und die North Farrell Tramway Line, die beide dem Holztransport dienten.

## Tourismus
Entlang des Flusses gibt es wichtige historische Anlagen zum Holzeinschlag und für den Bergbau sowie andere historische Industrieanlagen.

## Trivia
1964 fuhren die bekannten litauisch-australischen Fotografen Olegas Truchanas und Peter Dombrovskis zusammen mit John Hawkins und Howard Dean den Pieman River in einem Kanu hinunter und fotografierten den Fluss.